# Иоанн Рыльский
Иоа́нн Ры́льский (Иоанн Рильский, болг. Иван Рилски, около 876 года, село Скрино на правом берегу реки Струмы — 946 год, Рильский монастырь) — святой Православной церкви, наиболее почитаемый святой покровитель болгарского народа. Жил в пещере гор Рила на территории современной Болгарии.

## Жизнеописание
Родился около 876 года в семье благочестивых поселян в селе Скрино на правом берегу реки Струмы, расположенном на одном из склонов горного хребта Руен. Рано лишившись родителей, Иоанн в детстве был пастухом у чужих людей. Однажды хозяин стада избил мальчика за то, что тот потерял корову с телёнком. Иоанн обратился за помощью к Богу, и Господь не только услышал его, но и явил чудо, из которого было видно, что отрок Иоанн — избранник Божий. Отрок нашёл корову с телёнком за рекой Струмой, но пока он их искал, воды в реке прибавилось, и телёнок не мог перейти через реку. Иоанн помолился Богу, положил на воду свою верхнюю одежду, начертал на ней крест, взял телёнка и прошёл с ним, как по суху, на другой берег. Хозяин стада, укрывавшийся в лесу, испугался, видя это чудо, и, щедро наградив отрока, отпустил его из своего дома.
Раздав имущество бедным, Иоанн поступил послушником в один из близлежащих монастырей — вероятно, в монастырь Святого Димитрия, расположенный на вершине Руена. Там Иоанн научился грамоте — чтению и письму, и стал изучать Святое Писание, богослужебные книги, творения Святых Отцов. Спустя некоторое время он принял иноческий постриг и уединился в лесной чаще, где поселился в сплетённой из хвороста хижине. Он жил на склоне высокой и голой горы, питаясь дикими растениями.
Спустя недолгое время разбойники напали на него ночью и, избив, прогнали оттуда. Преподобный Иоанн вынужден был переселиться в пустынную местность в верхнем течении Струмы, где стал жить в глубокой пещере. Там же вскоре поселился и его племянник Лука. Место было столь безлюдное, что Иоанн поначалу принял появление Луки бесовской кознью, однако узнав, что юноша ищет душевного спасения, с любовью принял его. Жить им вместе довелось недолго: брат Иоанна нашёл подвижников и силой забрал сына. По дороге домой юношу укусила змея, и он умер. Прозревший и раскаявшийся, брат попросил прощения у преподобного. Пустынник часто ходил потом на могилу праведного юноши; там было его любимое место отдыха.
Двенадцать лет Иоанн жил в пещере, в подвиге поста и молитвы, а затем ушёл в Рильские горы. Не оставаясь долго на одном месте, Иоанн переходил по склонам гор Бричебора, Царев и Еленин, пока не поселился в месте, называемом Голец. Долгое время Иоанн жил в дупле дерева. Звери не причиняли ему вреда. Все время он проводил в молитве, оплакивая свои грехи, питался лишь растительной пищей. Видя такое терпение, Господь вырастил для Иоанна бобы, которыми тот долгое время питался. Эти бобы и способствовали тому, что подвижничество Иоанна стало известно людям. Однажды стадо овец в испуге бросилось бежать по горным склонам, пока не остановилось у места, где жил Иоанн. Пастухи, следовавшие за стадом, с удивлением увидели отшельника, который ласково угощал их: «Вы пришли сюда голодные — рвите себе бобы мои и ешьте». Все ели и насытились. Один же спрятал изрядное их количество. По дороге домой он предложил их товарищам, но в украденных стручках не оказалось ни зернышка. Изумлённые пастухи воротились с раскаянием, и старец простил их, сказав с улыбкой: «Видите, дети, эти плоды назначены Богом для пропитания пустынного». С тех пор люди стали приводить к Иоанну больных и одержимых нечистым духом, которых он исцелял молитвой.
Через некоторое время, желая избежать суеты и стремясь к безмолвному уединению, Иоанн переселился в пещеру высоко в горах. Он прожил в ней более семи лет, преодолев много искушений от бесов. Подвижник носил длинную кожаную одежду, которая со временем превратилась в лохмотья и питался травами.

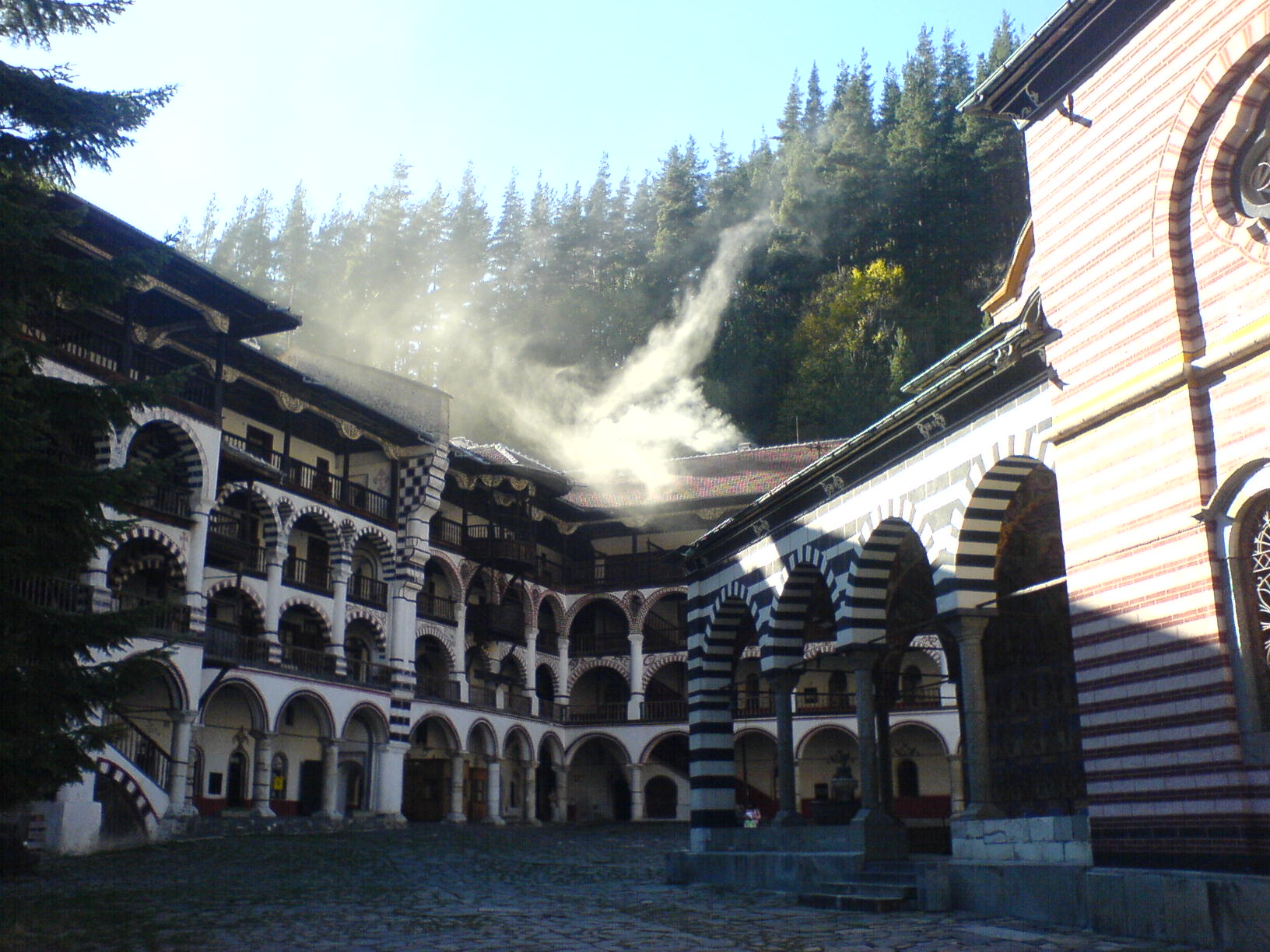
Рильский монастырь

Но и это место подвижничества Иоанна стало известно людям. Слава о нём достигла царского двора. Царь Петр (927—969) отправил девять человек разыскать Иоанна, дабы получить его благословение. С большим трудом посланцы нашли Иоанна. Иоанн предложил им немного хлеба, однако все они чудесным образом насытились им, да ещё половина хлеба осталась. Вернувшись, они рассказали о чуде царю, который сам пожелал увидеть Иоанна. Но на пути встретились непроходимые места, и царь отправил послов с просьбой прийти к нему. В дар Иоанну он послал золото и плоды. Смиренный отшельник отказался выходить из уединения и не принял золота. Царю он написал послание с поучением.
Через некоторое время поблизости от Иоанна стали селиться последователи, искавшие уединения. Тогда Иоанн основал у подножия скалы, недалеко от реки Рила, монастырь. Сначала иноки жили в хижинах, затем на месте подвигов Иоанна возвели храм и соорудили келии. Монастырь был общежительным; по преданию, вначале в нём подвизались шестьдесят шесть иноков.
Много лет Иоанн был игуменом основанной им обители, наставляя братию собственным примером святой жизни и душеполезными назиданиями. Достигнув преклонного возраста, за пять лет до кончины Иоанн написал для своих последователей «Завет», в котором изложил правила иноческой жизни и духовные наставления. Иоанн в совершенстве знал греческий язык и читал труды святых отцов в подлиннике — в его «Завете», например, использованы труды преподобного Феодора Студита, которые в то время ещё не были переведены на староболгарский язык.
В 941 году Иоанн избрал своим преемником любимого ученика Григория, сам же ушёл в пещеру в затвор. Последние пять лет земной жизни Иоанн провел в безмолвии и молитве. 18 августа 946 года, семидесяти лет от роду, он мирно преставился Господу и был погребён в притворе монастырского храма в каменной гробнице, которая сохранилась до нашего времени. Святая жизнь подвижника и знамения милости Божией по его молитвам стали наилучшей проповедью Христианской веры в новокрещёной Болгарской земле.

## Мощи и почитание
Примерно через 30 лет после кончины, в тревожное время борьбы Болгарии с Византией, при болгарском царе Самуиле (976—1014), преподобный Иоанн Рыльский явился игумену Рыльского монастыря и повелел перенести его мощи в город Средец (ныне София), куда скрылся патриарх Болгарский Дамиан (927—972). 18 октября святые мощи были открыты и обретены нетленными. Их перенесли в Средец и положили сначала в кафедральном соборе во имя святого апостола и евангелиста Луки, а в XII веке в новопостроенном храме во имя преподобного Иоанна Рыльского. При храме его имени был основан монастырь.
Ещё до перенесения честных мощей в Средец произошло так называемое отделение десницы святого Иоанна. По мнению некоторых историков, святые мощи были перенесены в 980 году, но десницу святого рыльские монахи оставили в обители. Вскоре им пришлось покинуть монастырь, во время переселения болгар во множестве на Русь из-за притеснения греков, захвативших к тому времени Восточную Болгарию и запрещавших болгарам совершать Богослужения на родном языке. Возможно, когда греки начали постепенно завоевывать Западную Болгарию, рыльские монахи также ушли на Русь, взяв с собой святыню обители — правую руку преподобного Иоанна. Известно, что в начале XI века на северо-западе Киевской Руси был построен город-крепость Рыльск. Первый храм, который построили жители города, был освящен во имя преподобного Иоанна Рыльского с приделом во имя святых мучеников Флора и Лавра, в день памяти которых преставился святой. Очевидно, там поселились бежавшие с Рыльских гор болгары. Есть основания считать, что в этом храме хранилась и десница преподобного Иоанна. Таким образом, преподобный Иоанн стал первым южнославянским святым, которому на русской земле был воздвигнут храм, и который стал одним из Небесных покровителей русского народа. Именно в русских источниках сохранилась дата кончины преподобного. Впоследствии, в 1240 году, по словам летописца, «только Рыльск сохранился от Батыева погрома». Когда во время осады жители города призвали на помощь своего покровителя, преподобный Иоанн явился на городской стене, махнул платком, ослепил татар и таким образом спас Рыльск.
В 1183 году венгерский король Бела III (1172—1196) захватил Средец и перенес святые мощи в свою столицу — город Гран (слав. Остригом, ныне Остергом). Однако через четыре года король по некоторым знамениям у гробницы святого понял, что преподобному не угодно пребывание в Остригоме, и в 1187 году возвратил святые мощи в Средец, богато украсив гроб золотом и серебром.
19 октября 1195 года, после освобождения Болгарии от Византийской зависимости Асеном I (1187—1196), царь перенес святые мощи в новую столицу — Тырново. На холме Трапезица воздвигнули храм, в котором и были положены мощи преподобного Иоанна. В Тырново честные мощи находились и после взятия его турками в 1393 году, и лишь в 1469 году, по просьбе братии Рыльского монастыря и благодаря помощи вдовы султана Мурада II Марии, дочери сербского деспота Георгия Бранковича, были возвращены в обитель преподобного Иоанна, где и почивают доныне. 30 июня 1469 года, при игумене Давиде, святые мощи были торжественно положены в новой гробнице в храме Рыльской обители. Празднование возвращения мощей было установлено 1 июля.

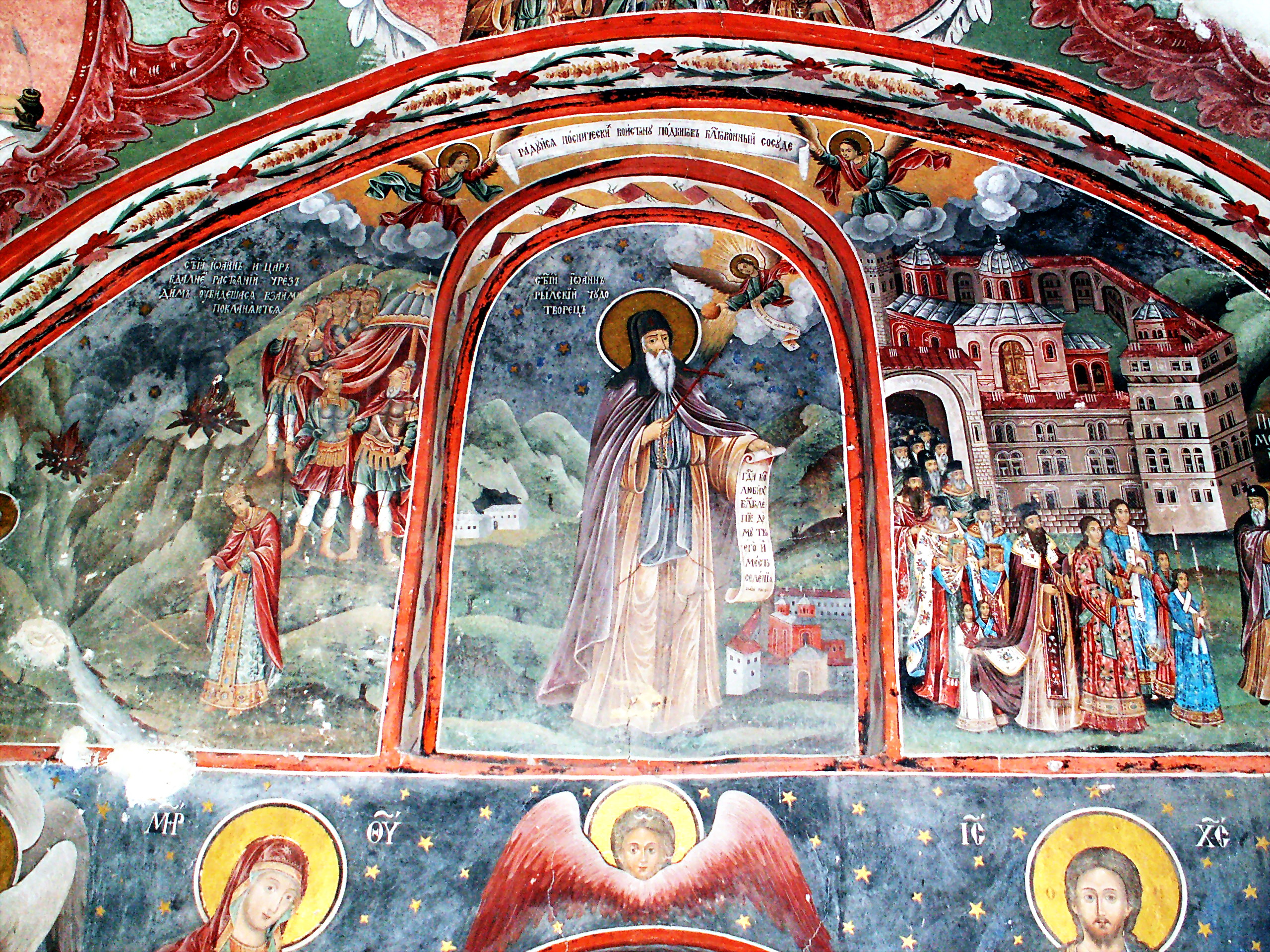
Стенопись с изображением Св. Ивана Рыльского, Рильский монастырь

Тем временем, начало всероссийского почитания преподобного Иоанна Рыльского условно относится к XIV веку, так как его имя впервые обнаружено вписанным полууставом XIV века в рукопись XII века — Галицкое Евангелие. Дальнейшие сведения о почитании преподобного Иоанна на Руси относятся к первой четверти XV века. С XVI века имя преподобного Иоанна Рыльского упоминается во многих богослужебных книгах. Служба святому в обиходе Русской Церкви утвердилась с появлением печатных «Миней», не ранее конца XVII — начала XVIII века. В 1645 году на Руси впервые была издана служба святому, а в 1671 году в типографии Киево-Печерской Лавры была напечатана «Служба с житием преподобного отца нашего Иоанна Рыльского», являющаяся также первым печатным изданием Жития святого, составленного болгарским патриархом Евфимием в XIV веке.
Великий праведник и подвижник Русской Церкви Иоанн Кронштадтский родился 19 (31) октября 1829 года, в день памяти преподобного Иоанна Рыльского. В память своего небесного тезоименного покровителя он основал в начале XX века в Санкт-Петербурге женский монастырь, где впоследствии и был сам погребен, и где пребывают его мощи.
Почитание преподобного Иоанна в Болгарии настолько велико, что его можно сравнить только с особым почитанием преподобного Сергия Радонежского на Руси. Как преподобного Сергия называют «Игуменом всея Руси», так и преподобного Иоанна можно назвать «Игуменом всея Болгарии». Поражает сходство и их жизнеописаний, и их наследия — оба возрастили сонм подвижников-учеников, явившись столпами Церквей Болгарской и Русской. Основанные ими монастыри стали крупнейшими центрами духовного просвещения этих государств, а их нетленные мощи охраняют их столицы.
Считается покровителем города Рыльска Курской области. В его честь в городе построена церковь Ивана Рыльского и названа наиболее высокая часть береговой гряды — «Гора Ивана Рыльского», на которой стояла в древности Рыльская крепость и наиболее древняя часть города Рыльска. Сейчас на горе возведена часовня в честь преподобного Иоанна Рыльского, а в Рыльском Николаевском монастыре с 2006 года хранится частица мощей Иоанна Рыльского.
Его именем названа часовня на болгарской полярной станции Святой Климент Охридский, самая южная православная часовня на планете.
Память 19 октября (1 ноября) с шестеричным богослужением в день перенесення мощей из Средца в Тырново, 1 июля в память перенесения мощей из Тырново в Рыльский монастырь, 18 августа в день преставления.

## Труды
«Завет» преподобного Иоанна считается одним из лучших творений староболгарской письменности и свидетельствует о высокой культуре и глубокой богословской мудрости автора. Преподобный Иоанн рекомендует в «Завете» читать «больше отеческих книг». При этом сам он цитирует «Паранесис» святого Ефрема Сирина. Наиболее ранний староболгарский перевод этого произведения (два глаголических листа) был найден в Рыльском монастыре в 1845 году. Это обстоятельство, очевидно, указывает на тот факт, что именно в Рыльской обители был сделан первый перевод «Паранесиса» и, возможно, самим преподобным Иоанном.
Молитвы
Тропарь
Покаяния основание, прописание умиления, / образ утешения, духовнаго совершения / равноангельное житие твое бысть, преподобне. / В молитвах убо и в пощениих и в слезах пребывавый, / отче Иоанне, / моли Христа Бога о душах наших.
Тропарь на возвращение мощей из Тырново в Рыльский монастырь
Твоих мощей возвращением / обитель твоя обогатися, / церковь же твоя, приемши я, просветися / и, красящися, верных созывает с веселием / светоносный твой светло праздновати день, / грядите, глаголющи, / и приимите благодатей дарования.

Рельефная икона Святого Иоанна Рильского (Горно-геологический университет, София), скульптор Николай Зиков
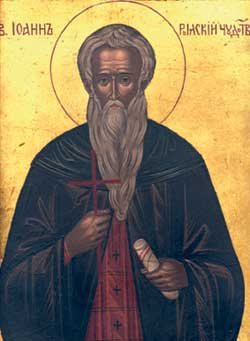
Старая икона Святого Ивана Рильского
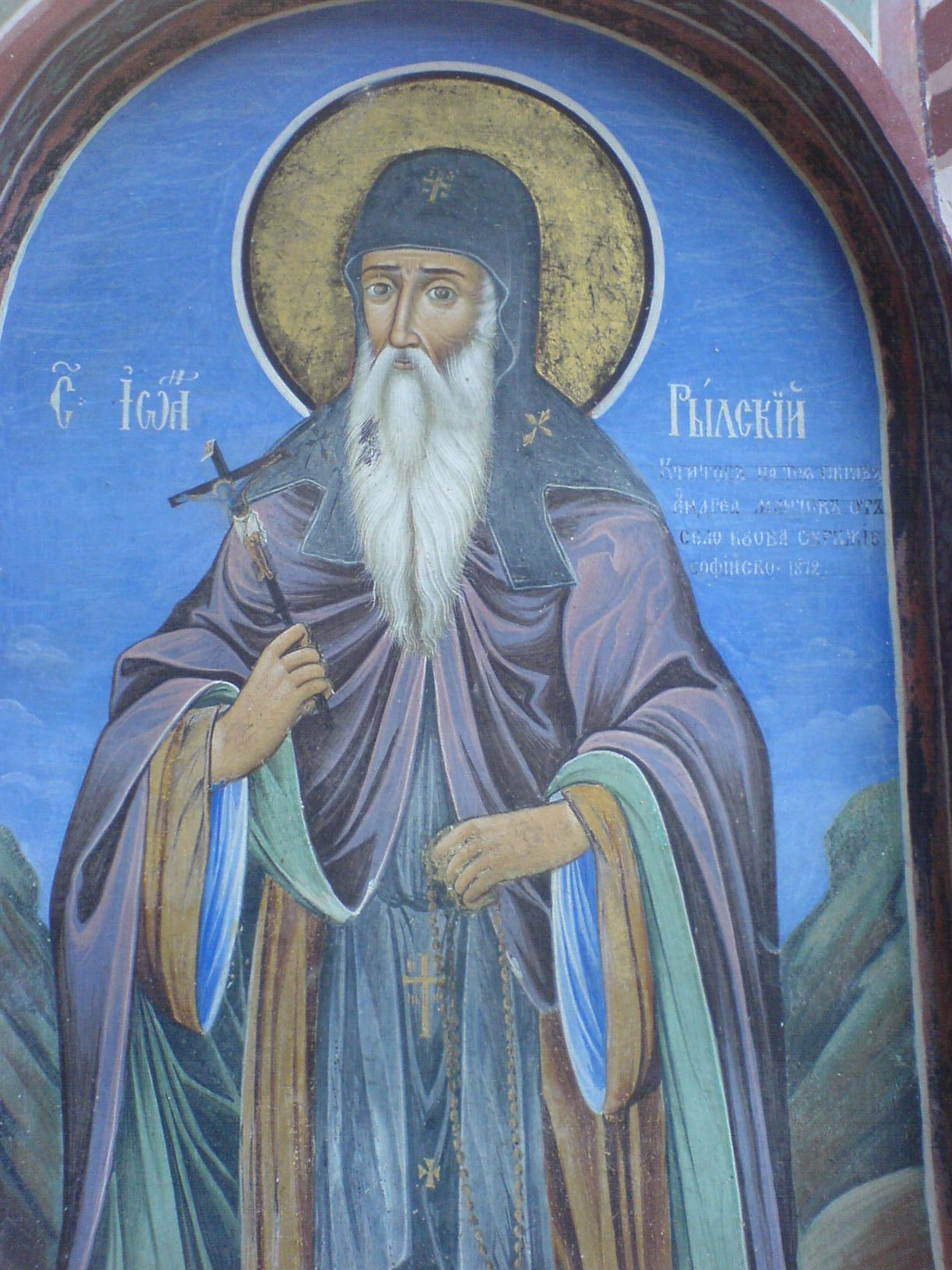
Фреска с изображением святого Иоанна Рильского в Рильском монастыре
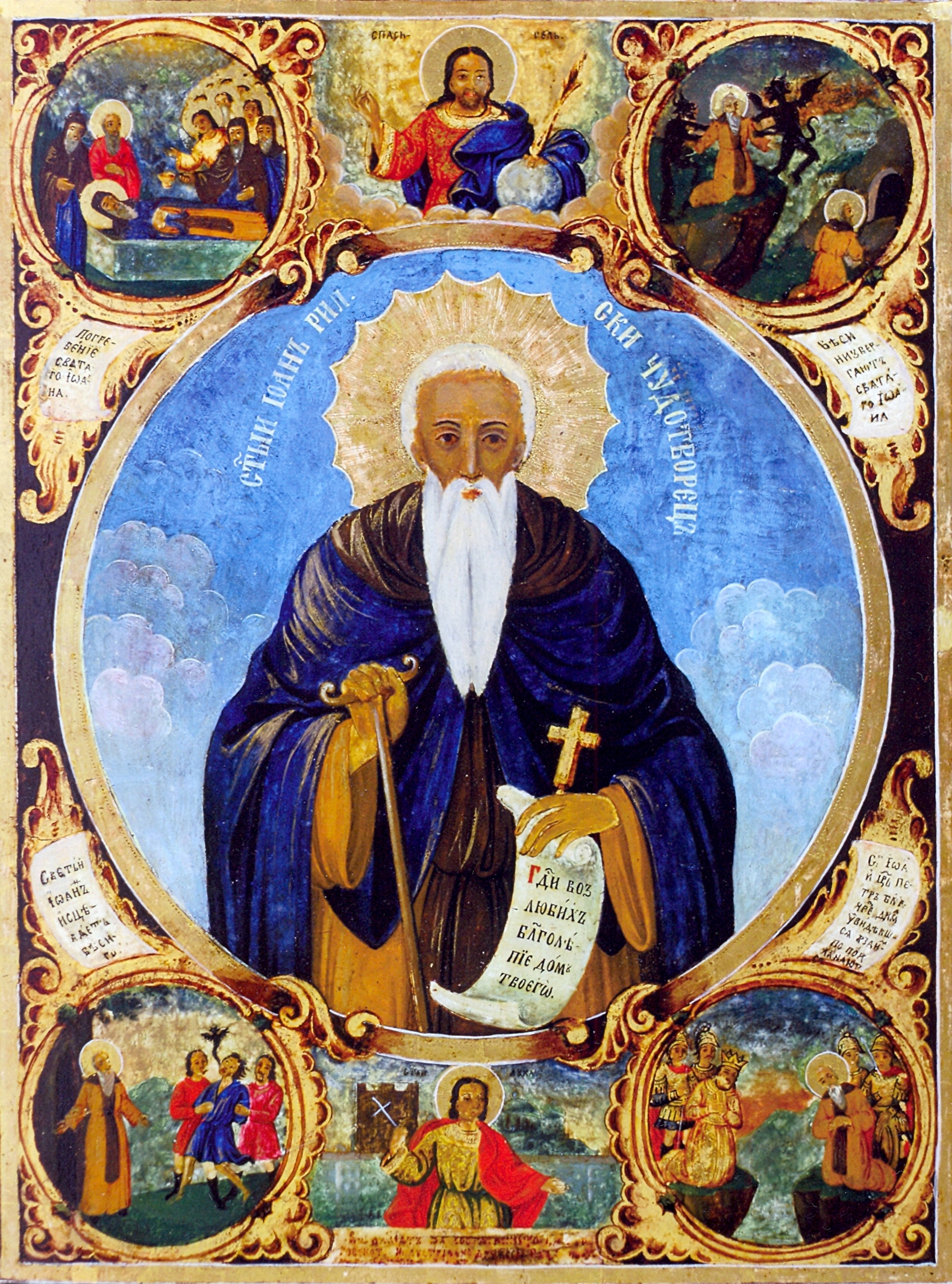
Икона Святого Ивана Рильского со сценами из его жизни
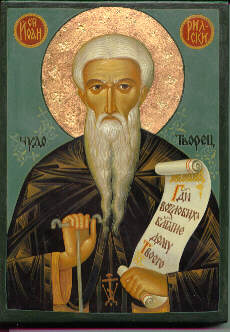
Иван Рильский
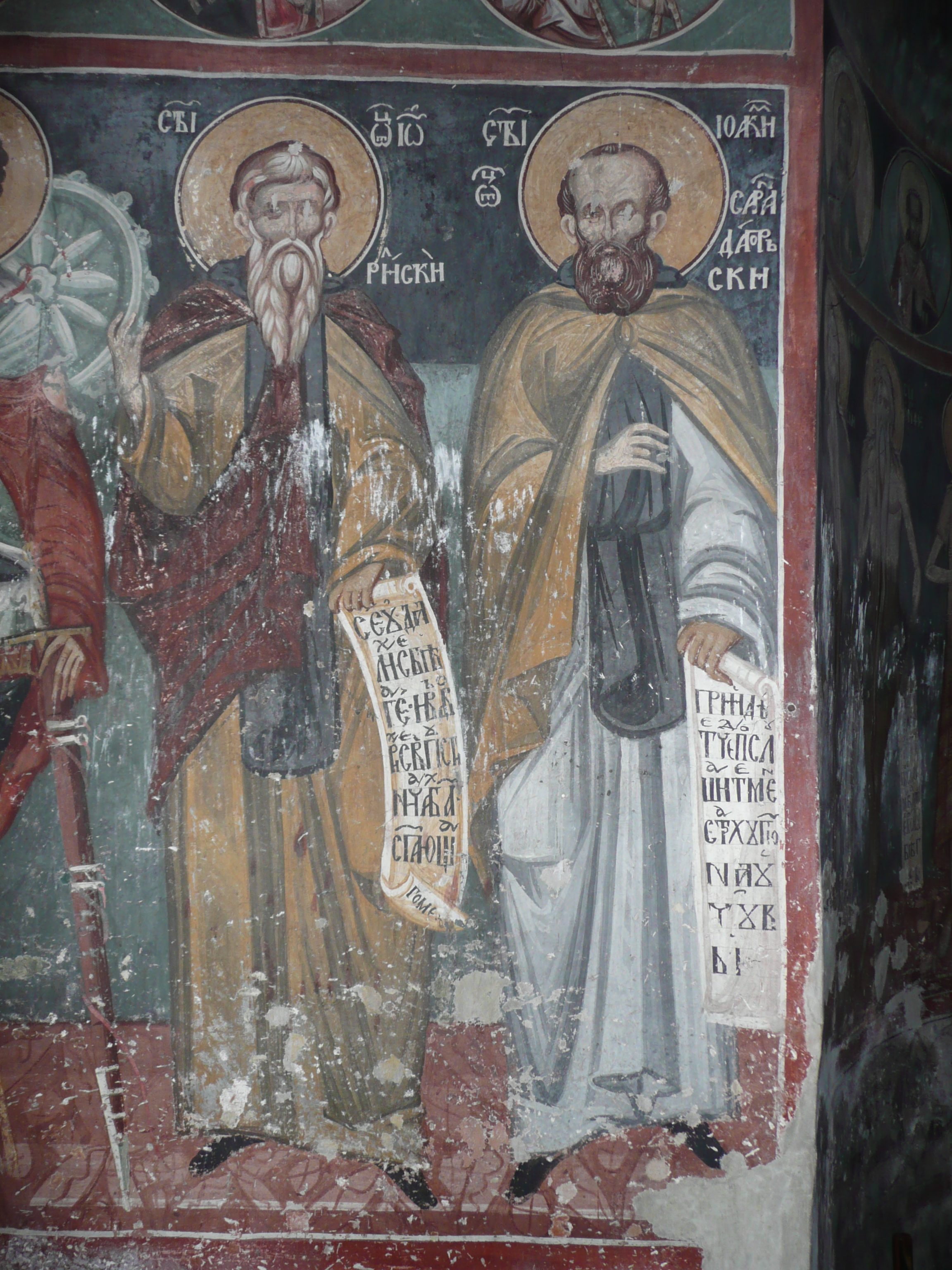
Образы св. Иоанна Рильского и св. Йоакима Сарандапорского в Погановском манастыре, XV в.
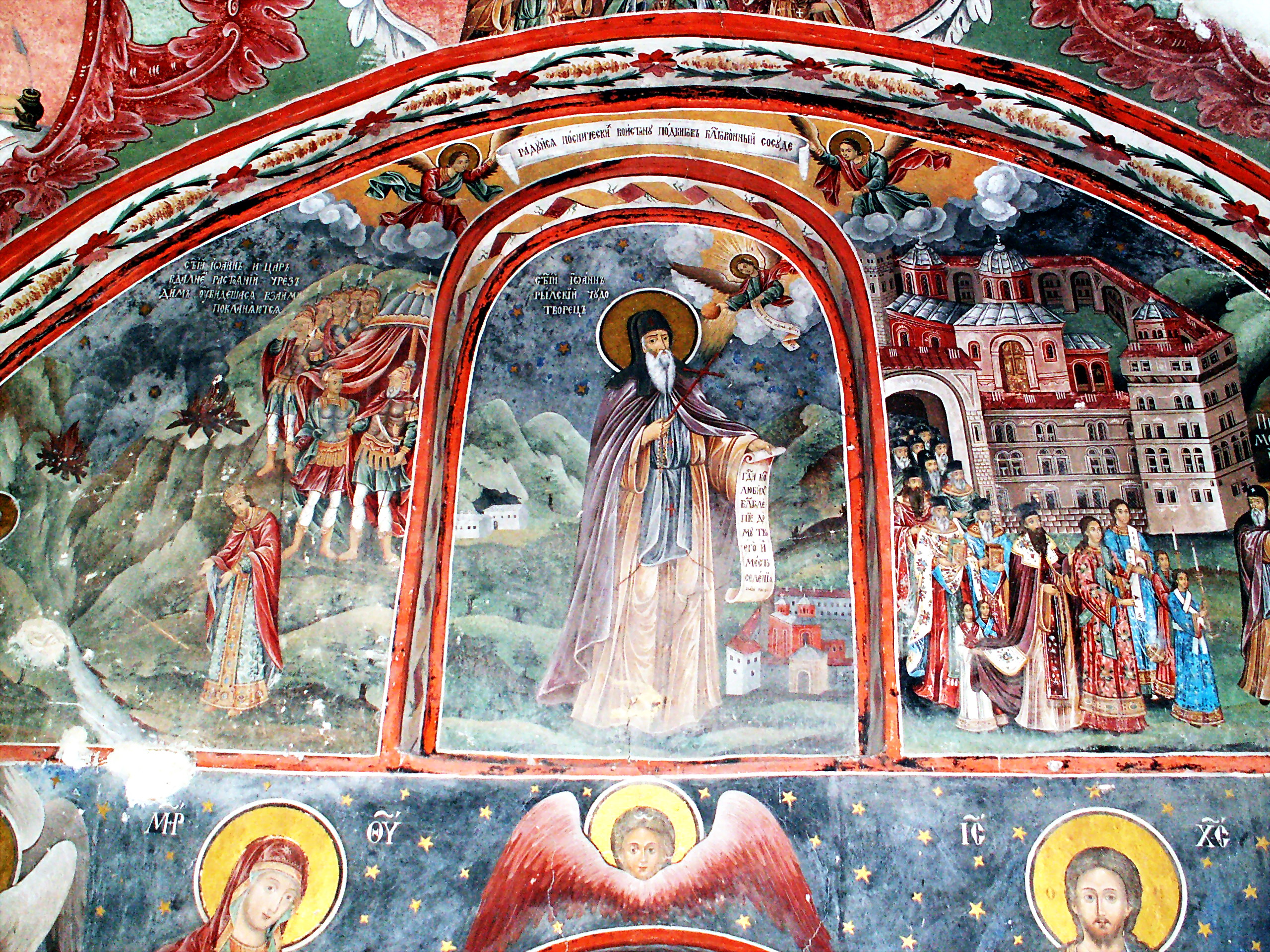
Фреска с изображением святого Иоанна Рильского в Рильском монастыре
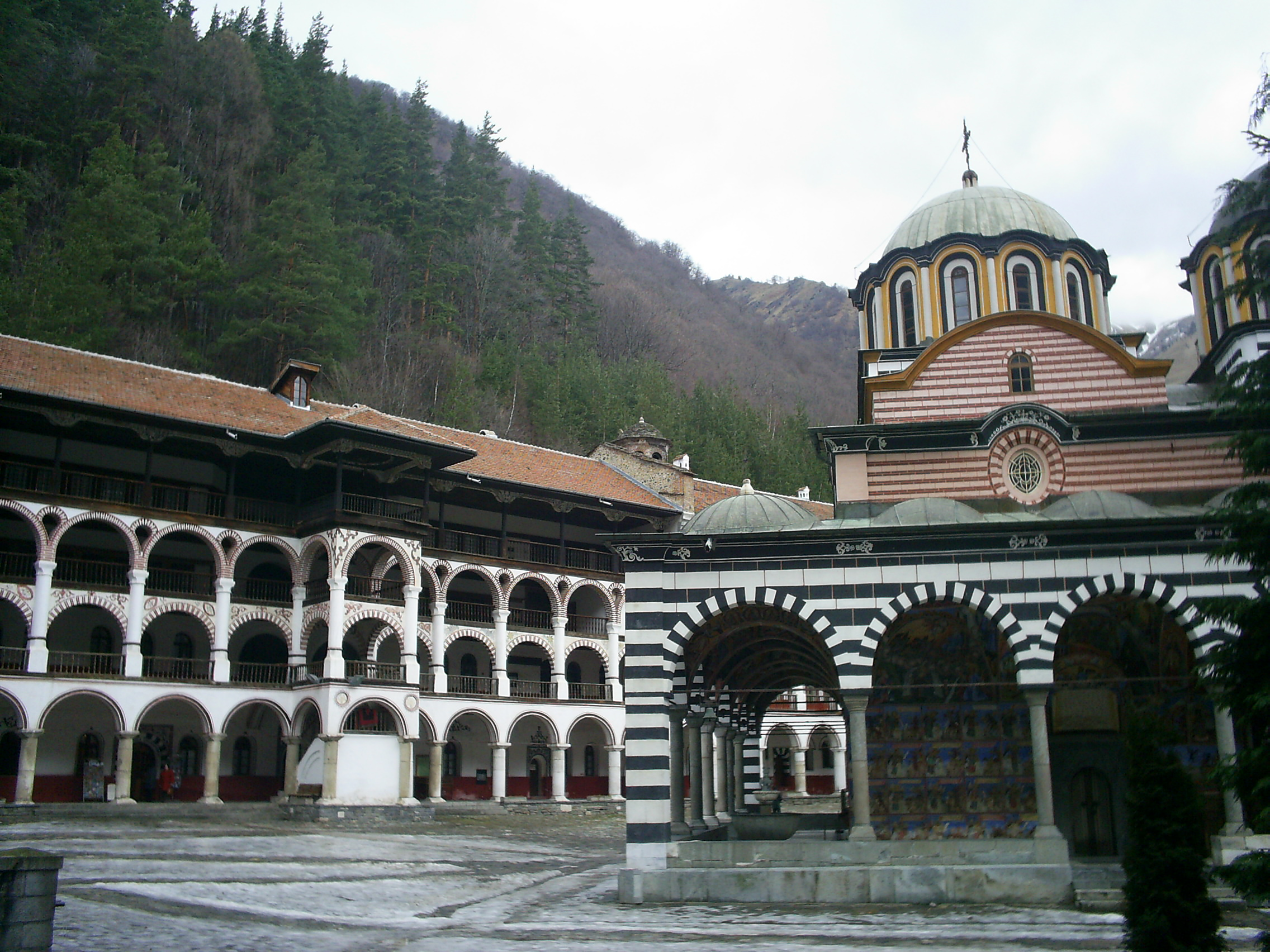
Основанный Святым Иоанном Рильским крупнейший на сегодняшний день болгарский монастырь
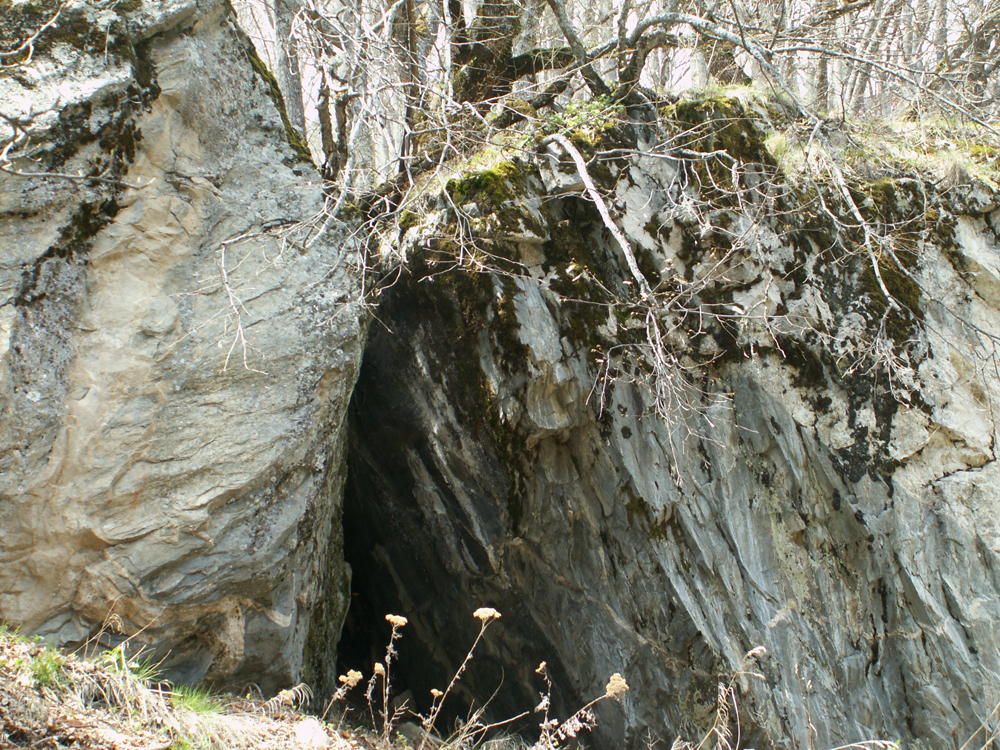
Пещера Святого Иоанна Рильского на окраине Рильского монастыря
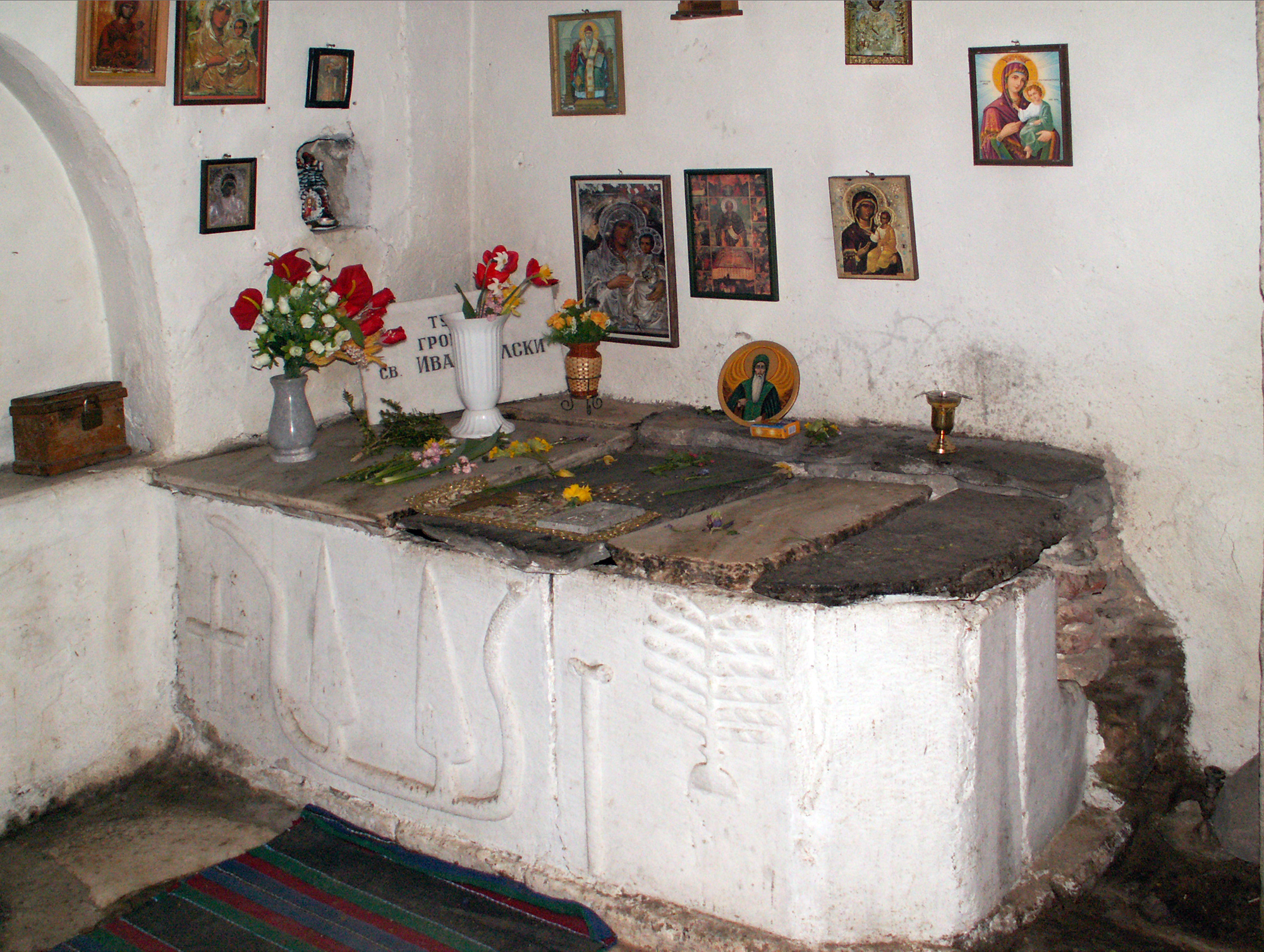
Могила Иоанна Рильского в монастыре
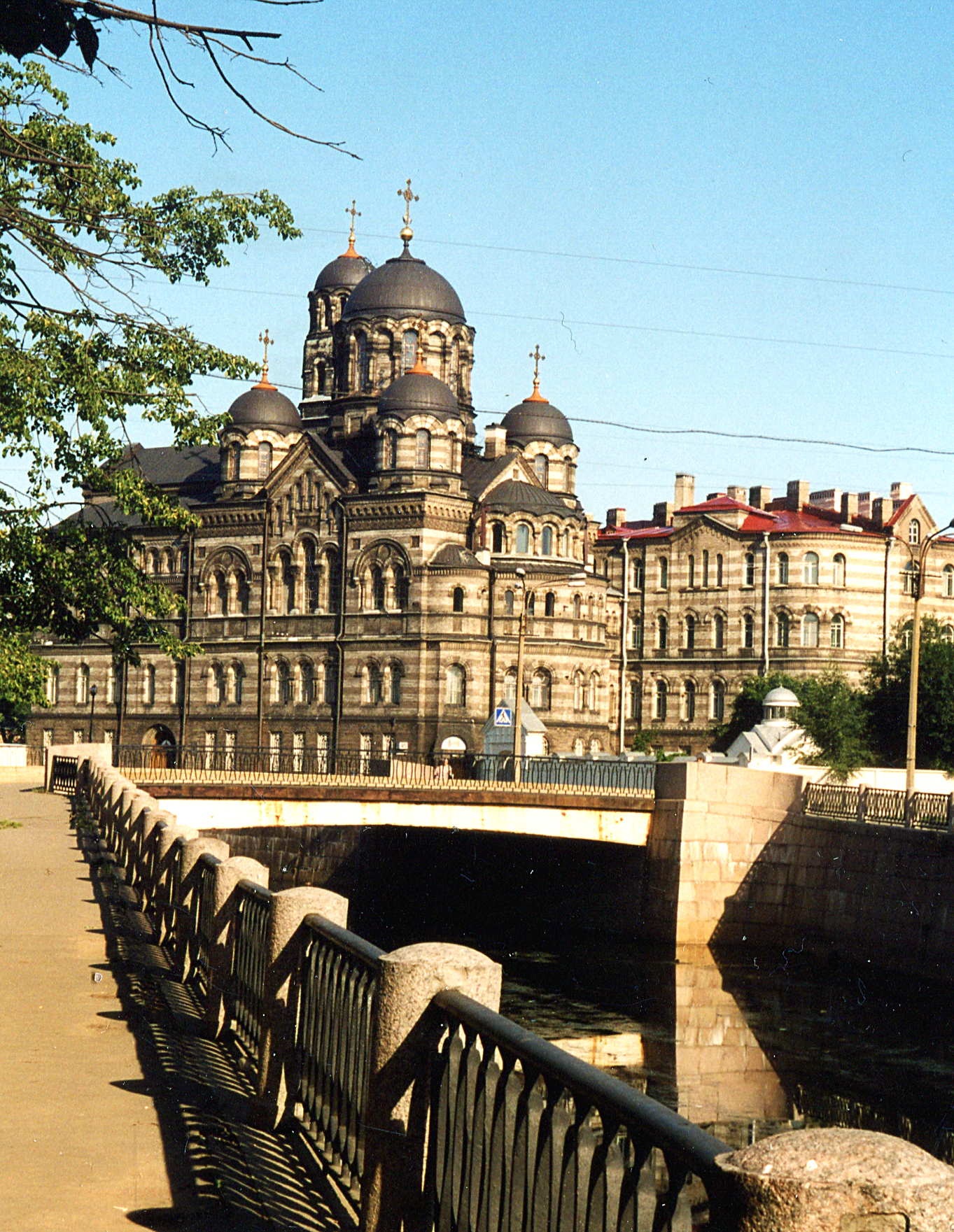
Иоанновский монастырь в Санкт-Петербурге
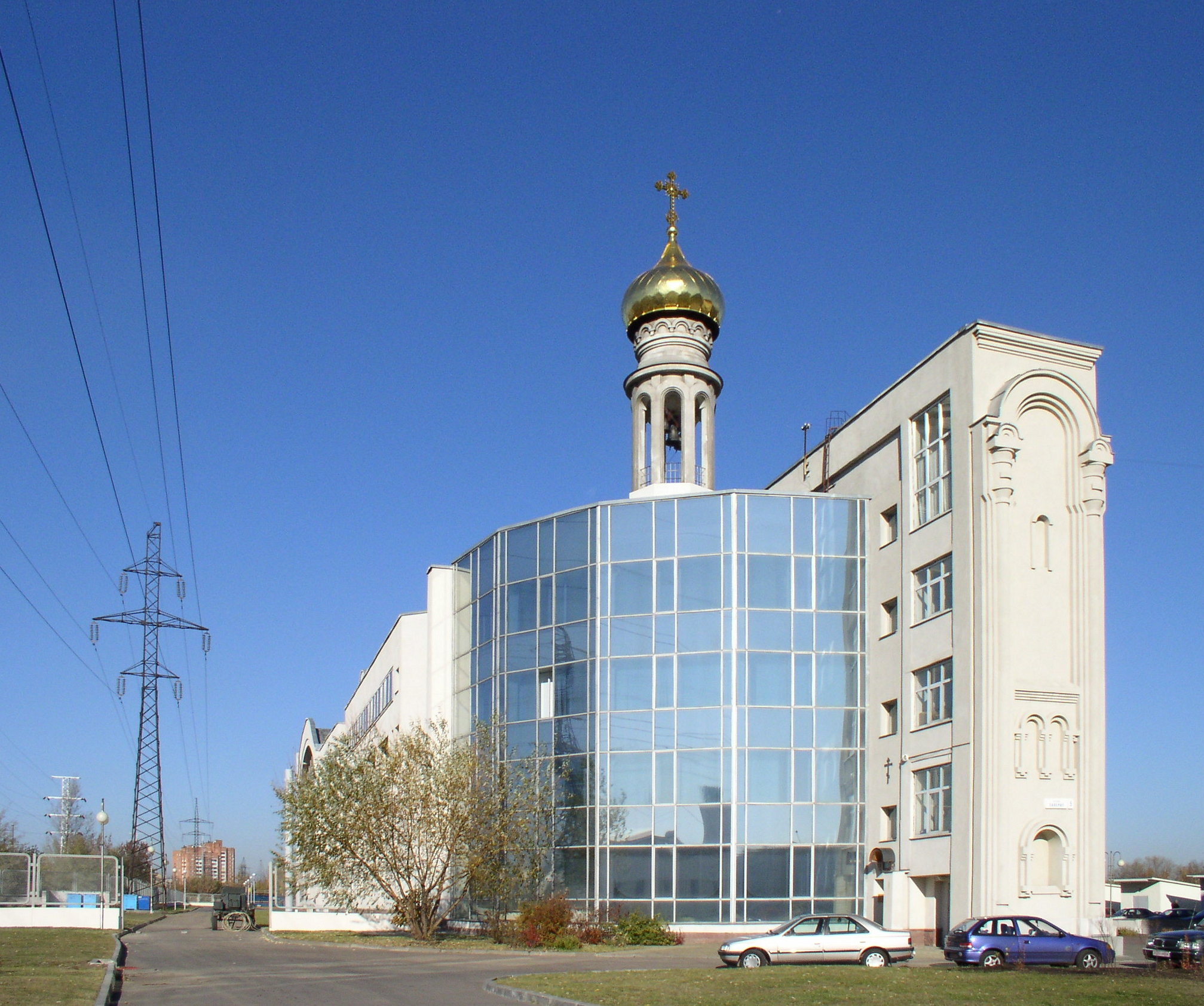
Церковь Святого Иоанна Рильского, Минск, Беларусь